# Tingupa clatskanie
Tingupa clatskanie är en mångfotingart som beskrevs av Shear 1981. Tingupa clatskanie ingår i släktet Tingupa och familjen Tingupidae. Inga underarter finns listade i Catalogue of Life.